# ريتشارد جينكينز
ريتشارد جينكينز (بالإنجليزية: Richard Jenkins)‏ هو ممثل أمريكي(من مواليد 4 مايو 1947 في إلينوي، الولايات المتحدة). بدأ مسيرته الفنية عام 1974.

## الأعمال

### أفلام
- جاك ريتشر
- قتلهم بلطف (فيلم 2012)
- كوخ الغابة (فيلم)
- أصدقاء مع امتيازات
- إيت براي لوف
- يحرق بعد القراءة (فيلم)
- خطوة الاخوة
- الزائر (فيلم)
- المملكة (فيلم)
- تشيبر باي ذا دوزن (فيلم 2003)
- أوليف كيتريدج (مسلسل قصير).

## روابط خارجية
- ريتشارد جينكينز على موقع IMDb (الإنجليزية)
- ريتشارد جينكينز على موقع روتن توميتوز (الإنجليزية)
- ريتشارد جينكينز على موقع قاعدة بيانات الأفلام العربية
- ريتشارد جينكينز على موقع ألو سيني (الفرنسية)
- ريتشارد جينكينز على موقع تيرنر كلاسيك موفيز (الإنجليزية)
- ريتشارد جينكينز على موقع أول موفي (الإنجليزية)
- ريتشارد جينكينز على موقع قاعدة بيانات الأفلام السويدية (السويدية)
- ريتشارد جينكينز على موقع إن إن دي بي (الإنجليزية)
- ريتشارد جينكينز على موقع قاعدة بيانات الفيلم (الإنجليزية)
- ريتشارد جينكينز على موقع كينوبويسك (الروسية)